# Porto veneziano de Chania
O Porto Veneziano de Chania fica localizado em Chania ilha de Creta na Grécia.
A sua primeira construção foi entre 1320 e 1356 pelos Venezianos para proteger a cidade.
Na entrada do porto está um farol que da sua origem Veneziana apenas tem a base. O farol actual data da ocupação egípcia (1821-1841)